# Pius Furtwängler
Pius Friedrich Philipp Furtwängler (* 17. Juli 1841 in Elze; † 16. Januar 1910 in Hannover) war ein deutscher Orgelbauer.

## Leben

### Familie
Pius Furtwängler entstammte einem seit dem 14. Jahrhundert im Schwarzwald nachgewiesenen Geschlecht von Bauern aus dem Schwarzwald.
Er war ein Sohn des Orgelbauers und Großuhrmachers Philipp Furtwängler und der Bruder des ebenfalls als Orgelbauer tätigen Wilhelm Furtwängler (* 5. Juni 1829 in Elze; † 4. September 1883 ebenda).

### Werdegang
Pius Furtwängler, geboren in Elze zu Beginn der Industrialisierung im Königreich Hannover, übernahm gemeinsam mit seinem Bruder Wilhelm nach dem Tod des Vaters 1867 die dort rund drei Jahrzehnte zuvor 1838 gegründete Werkstatt für Turmuhren- und Orgelbau.
Im Jahr 1883, während der Gründerzeit des Deutschen Kaiserreiches, starb Pius’ Bruder Wilhelm. Angesicht fehlender leiblicher Erben nahm Pius Furtwängler nun den jüngeren Orgelbauer Adolf Hammer (* 6. April 1854 in Herzberg am Harz; † 5. März 1921 in Hannover) in das Unternehmen auf, der jedoch die Verlegung des Unternehmens nach Hannover zur Bedingung für seine Teilhaberschaft machte. So wurde die unterdessen überregional bekannt gewordene Werkstatt nach Hannover verlegt und firmierte dort dann als P. Furtwängler & Hammer – Hannover, schlichter auch Furtwängler & Hammer genannt.
Das Unternehmen bezog noch im 19. Jahrhundert nacheinander Räumlichkeiten zunächst am Engelbosteler Damm 80 in der hannoverschen Nordstadt, dann am Grenzweg 1 in Vahrenwald und übersiedelte dann in die Celler Straße 65 an der alten Poststraße nach Celle, die die heutigen hannoverschen Stadtteile Mitte, Oststadt und List verbindet.
Als wohl bekanntester Orgelbau-Betrieb des 19. Jahrhunderts in Hannover war die Firma P. Furtwängler & Hammer – Hannover laut dem Adressbuch der Stadt Hannover aus dem Jahr 1900 eines von seinerzeit sechs als Orgelbauer aufgeführten Unternehmen.
1904 trat der gelernte Orgelbauer und Neffe Adolf Hammers, Emil Hammer, zunächst als Prokurist in das Unternehmen ein, das seit seiner Alleininhaberschaft ab 1937 als Emil Hammer Orgelbau bekannt wurde.